# Lycalopex culpaeus reissii
Lycalopex culpaeus reissii, comúnmente llamado lobo del páramo, lobo de la sierra, zorro culpeo ecuatoriano, o zorro colorado ecuatoriano, es una de las subespecies en que se divide la especie Lycalopex culpaeus, un cánido que habita en el oeste y sur de América del Sur.

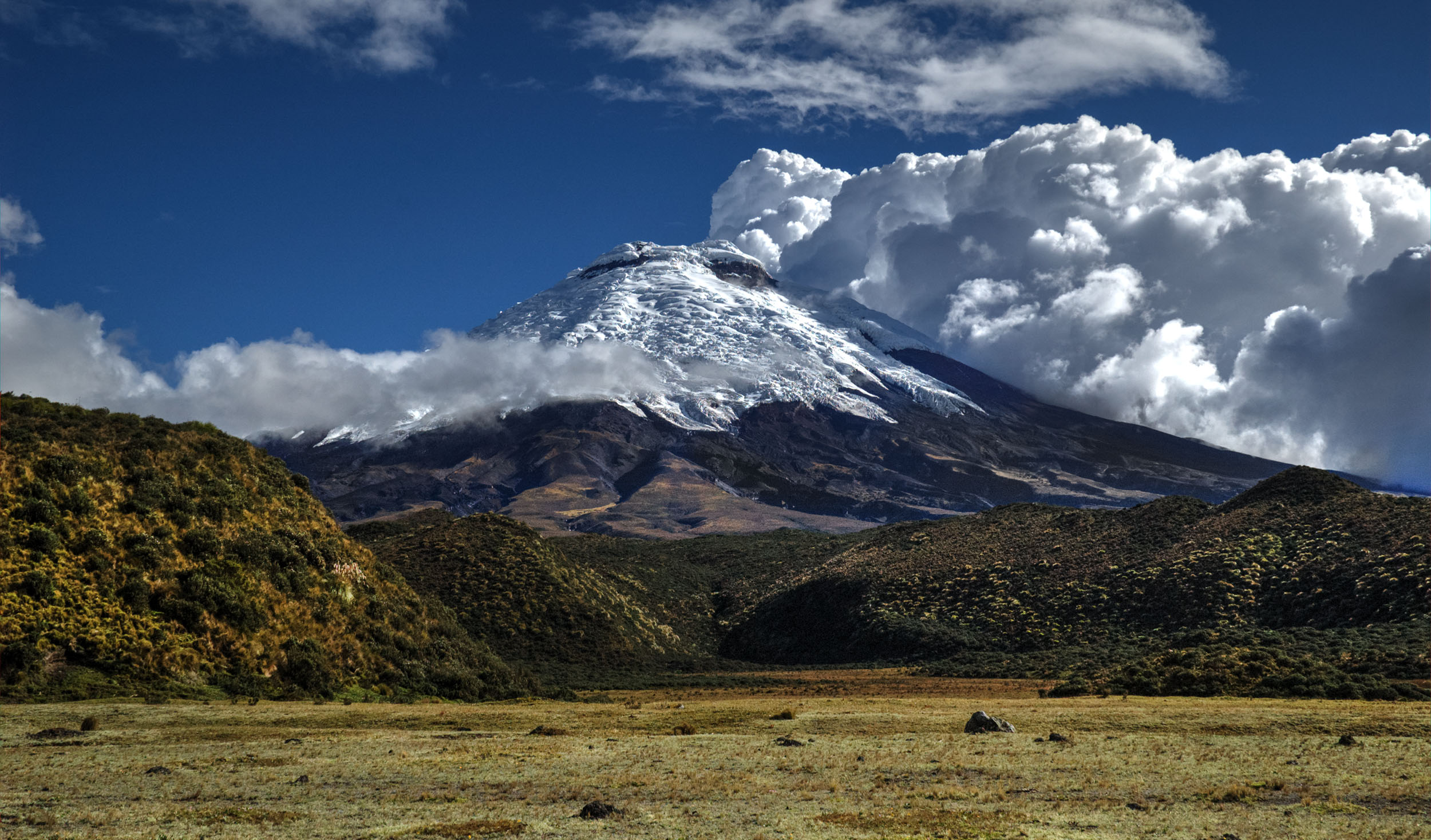
Volcán Cotopaxi, el hábitat de esta subespecie.

## Descripción
Esta subespecie tiene el aspecto de un zorro robusto, de cabeza y patas rojizas, vientre, cuello y boca blancos y lomo gris rayado de negro. La cola está muy poblada de pelos grises que se vuelven negros en su punta.

## Hábitat
Habita en montañas, praderas, estepas arbustivas, desiertos,páramos y bosques.

## Distribución
Se distribuye especialmente a lo largo de la Cordillera de los Andes, desde el departamento de Nariño en el sudoeste de Colombia, hasta el extremo norte del Perú.

## Alimentación
Se alimenta de roedores, conejos, aves y lagartos, y en menor medida de plantas y carroña. En algunas zonas muy antropizadas ataca a los rebaños de ovejas, razón por la cual ha sido perseguido duramente por los ganaderos, que le disparan o envenenan carroñas. Como consecuencia de esto, se ha vuelto muy raro en algunas zonas y en otras se ha extinguido. En Colombia su mejor población estaría en el Santuario de fauna y flora Galeras.